# Matrimonio igualitario en Malta
El matrimonio igualitario en Malta está reconocido legalmente, desde que el 12 de julio de 2017, el Parlamento maltés aprobara la ley de matrimonio igualitario. En septiembre de 2013, el gobierno de Malta ya había aprobado un proyecto de ley en el que establecía uniones civiles con los mismos derechos que el matrimonio.

## Opinión de los partidos políticos
Antes de las elecciones de 2008, el Movimiento por los Derechos Gay de Malta envió una encuesta a los principales partidos políticos para pedirles su opinión sobre el reconocimiento a las uniones para las parejas del mismo sexo. 
Ninguno de los partidos apoyaron el matrimonio entre personas del mismo sexo, sin embargo, todos ellos apoyaron el reconocimiento de uniones para parejas del mismo sexo en alguna medida. El Partido Nacionalista gobernante, apoya la extensión de algunos derechos a los cónyuges del mismo sexo. El Partido Laborista apoya el reconocimiento de las "familias del mismo sexo y sus uniones", aunque se desconoce si esto sería en la forma de unión civil o de pareja de hecho. Acción Nacional apoya las uniones civiles que otorga a las parejas del mismo sexo algunos de los derechos concedidos a parejas casadas, sin incluir las prestaciones sociales. Alternativa Democrática/Los Verdes apoya a las uniones civiles que presenten todos los derechos del matrimonio.
El 12 de julio de 2017 fue aprobada esta ley con 66 votos a favor y 1 en contra, convirtiéndose en el 22° país en legalizarla a nivel nacional.

## Unión civil

### Ley para regular la cohabitación
El 28 de marzo de 2010, el primer ministro Lawrence Gonzi, anunció que el gobierno estaba trabajando en un proyecto de ley para regular las uniones civiles, que se esperaba que estaría terminado a finales de ese año. El 11 de julio, Gonzi, confirmó que el proyecto de ley se presentaría en el Parlamento a finales de 2010. El borrador fue presentado por el ministro de Justicia el 28 de agosto de 2012 y estuvo bajo un proceso de estudio hasta el 30 de septiembre. El proyecto de ley fue presentado, pero fue puesto en espera en diciembre de 2012 a motivo de la caída del gobierno y con la subsiguiente disolución del parlamento.

### Ley de unión civil
A continuación de las elecciones de 2013, el nuevo gobierno Laborista anunció su intención de introducir una legislación que permita las uniones civiles entre personas del mismo sexo. Helena Dalli, Ministra de Diálogo Social, Asuntos de Consumo y Libertades Civiles, dijo que para legalizar el matrimonio entre personas del mismo sexo, podría requerir de un referéndum, y que el gobierno no pretendía poner el tema a votación popular.
El 30 de septiembre de 2013, el primer día de la nueva legislatura, la Cámara de Representantes llevó a cabo la primera lectura del proyecto de ley de unión civil. El proyecto de ley, que fue presentado el 14 de octubre de 2013, otorgaría a las uniones civiles, para tanto uniones de parejas del mismo sexo como de distinto sexo, los mismos derechos que disponen las parejas en matrimonio. Esto incluiría además derechos de adopción.

## Opinión pública
Una encuesta de Eurostat, realizada en 2006 mostró que en Malta el 18% apoya para el matrimonio entre personas del mismo sexo.
El apoyo entre los jóvenes parece ser mucho mayor. Una encuesta de octubre de 2009 mostró que el 49% de los estudiantes universitarios admite los matrimonios entre personas del mismo sexo, mientras que el 35% se opone y el 16% se mostró indeciso. Una encuesta realizada en octubre de 2011 encontró que 56,5% de los estudiantes universitarios apoyaron el matrimonio entre personas del mismo sexo.
En junio de 2012, una encuesta realizada por la página web de noticias MalToday, mostró el apoyo a las parejas del mismo sexo más alto hasta su momento, con un 60% de la población entre 18–35 años apoyando el matrimonio entre personas del mismo sexo. La encuesta mostró también una brecha generacional, como solo un 23% de la población mayor de 55 años apoyando el cambio. En general, la encuesta mostró que el 41% de la población estaba a favor del matrimonio entre personas del mismo sexo y que el 52% estaba en contra, un gran cambio en comparación con 2006, cuando sólo el 18% de la población lo apoyaba.